# Римский-Корсаков, Александр Андреевич
Александр Андреевич Римский-Корсаков (1936—2018) — российский учёный, генеральный директор Радиевого института имени В. Г. Хлопина (1996—2005), доктор физико-математических наук.
Сын профессора Андрея Владимировича Римского-Корсакова, внук скрипача, правнук композитора.
Родился 4 сентября 1936 года в Ленинграде. Окончил Ленинградский политехнический институт по специальности «экспериментальная ядерная физика» (1959).
Работал в Радиевом институте имени В. Г. Хлопина: старший лаборант, научный сотрудник, начальник лаборатории, зам. генерального директора по науке. С 1996 по 2005 годы — генеральный директор НПО «Радиевый институт имени В. Г. Хлопина», с 2005 года — заместитель генерального директора и научный руководитель, с 2014 года — советник генерального директора.
Доктор физико-математических наук (1985). Учёное звание — старший научный сотрудник.
Соавтор научного открытия: Явление образования и распада сверхтяжёлого гелия — гелия-8. Ю. А. Батусов, С. А. Бунятов, В. М. Сидоров, В. И. Гольданский, Я. Б. Зельдович, О. В. Ложкин, А. А. Римский-Корсаков, В. А. Ярба. № 119 с приоритетом от 22 октября 1959 года. Теоретически существование сверхтяжёлого гелия 8Не предсказали Я. Б. Зельдович и В. И. Гольданский (1959), а впервые наблюдали О. В. Ложкин и А. А. Римский-Корсаков в 1961 году.
Умер 30 марта 2018 года в Санкт-Петербурге после тяжёлой болезни.
Награждён орденом Почёта (2000) — за большой вклад в развитие атомной отрасли.